# Eugen Chirilă
Eugen Chirilă (n. 15 septembrie 1921, Hațeg,Hunedoara, România - d. 1991) a fost un istoric, numismat și arheolog român.

## Viața și Activitatea
Eugen Chirilă s-a născut la 15 Septembrie 1921 în Hațeg (jud. Hunedoara), al doilea fiu al învățătorului Simion Chirilă (din Hăpria, jud. Alba) și al Susanei, soția sa. A urmat Școala Primară în Hațeg, iar gimnaziul și liceul la Orăștie, unde și-a luat și bacalaureatul în primăvara anului 1939. În vara anului 1939 a urmat cursurile Școlii de ofițeri de rezervă pentru aviație la București, îndeplinindu-și apoi serviciul militar în Flotila II Informații de la Someșeni-Cluj. A început studiile universitare la Facultatea de Litere și Filosofie a Universității de la Cluj în toamna anului 1940, când aceasta se afla refugiat la Sibiu, care și le încheie în anul 1944. Între timp a participat și la războiul din răsărit cu unitatea sa, în calitate de ofițer-pilot pe avioane de bombardament. După „întoarcerea armelor" împotriva Germaniei fasciste, în toamna anului 1944, a fost demobilizat.
A fost cercetător principal la Institutul de istorie și arheologie Cluj, iar din 1970 membru al American Numismatic Society. Ca istoric și cercetător a adus numeroase contribuții, mai ales numismaticii, a introdus în istoriografia românească sistemul de publicare "monografică" al tezaurelor monetare și a fost primul care a abordat cercetarea sistematică a tezaurelor transilvane din sec. XVI-XVII, valorificând un imens material numismatic aflat în muzeele din Transilvania. Dar pe lângă acestea a mai avut și alte contribuții privind cercetarea vieții romane și problema continuității în Dacia, precum și probleme de istorie economică și socială ale Transilvaniei în sec. XVI-XVII.
S-a pensionat în anul 1983, dar a continuat să muncească atât ca arheolog de teren, cât și ca istoric și numismat. Pe data de 5 Aprilie 1991 a decedat din cauza unui cancer al ficatului.

## Opera
Lucrări în colaborare cu alți autori:
- Granița de est a Daciei și triburile libere de la hotarul de răsărit al Daciei, în Studii și Cercetări de Istorie Veche, 1/1, 1950, p. 115-122
- Traiul dacilor in M. Orăștiei, în Studii și Cercetări de Istorie Veche, 1/1, 1950, p. 122-126
- Studiul traiului dacilor în Munții Orăștiei. Grădiștea Muncelului, în Studii și Cercetări de Istorie Veche, 2/1, 1951, p. 96-126
- Cercetări arheologice efectuate în campania anului 1950 la Histria, în Studii și Cercetări de Istorie Veche, 2/1, 1951, p. 95-125